# Sourountouna
Sourountouna est une commune du Mali,de la région de Segou , du cercle de San.Avec une population de 12 275 d'habitants (2009). Le village est situé entre San au Nord, Kimparana au Sud. L'actuel maire de la commune est Bourama Coulibaly élu en 2009.